# Когнітивна психологія
Когнітивна психологія (лат. cognitio — «знання») — психологія, орієнтована на моделювання мислення. Галузь психології, яка досліджує пізнавальні процеси, як-от процес розв'язання проблеми, пам'ять та мовні процеси. Когнітивна психологія бере початок з пізньої моделі біхевіоризму. Основні принципи також зустрічаються в гештальтпсихології Макса Вертгеймера, Вольфганга Келера, та Курта Коффки, а також у теорії Жана Піаже, який вивчав ментальний розвиток дітей.
Спеціалісти з когнітивної психології досліджують те, як люди розуміють, виявляють причини та знаходять розв'язання проблеми, займаючись розумовими процесами, що слугують сполучною ланкою між стимулом та реакцією.
Когнітивна теорія стверджує, що розв'язання проблем приймають форму алгоритмів — правил, які не обов'язково розуміти, але які обіцяють рішення, або евристики (метод проб і помилок) — правил, які зрозумілі, але не завжди гарантують рішення. У інших випадках рішення може бути знайдено завдяки інтуїції, раптовому усвідомленню взаємозв'язку.

## Історія
Цей напрямок в психології виник у 60-ті роки 20 століття як противага до біхевіоризму. Він повернув до предмета психології суб'єктивний аспект. Когнітивна психологія — психологія пізнання, де пізнання — основа свідомості. Назва цього напряму походить від англійського слова cognitio — знання, пізнання. Його виникнення і розвиток пов'язані зі становленням комп'ютерної техніки та розвитком кібернетики як науки про загальні закономірності процесу управління і передачі інформації. Когнітивна психологія розглядає залежність поведінки людини від наявних у неї пізнавальних схем (когнітивних карт), — психологічними та нервовими структурами, що формуються у людини з набуттям досвіду.
Ульрік Найсер запропонував термін «когнітивна психологія» у своїй книзі, що була опублікована 1967 року, де він визначає когнітивну психологію, як напрямок, який виходить з того, що мозок має певну концептуальну структуру. Думка Найсера наділяє цю дисципліну можливостями, що поширюються за межі понять високого рівня, як, наприклад, «міркування», що часто підтримується як визначення когнітивної психології в інших працях. Найсерівське визначення пізнання добре це ілюструє:
 …термін «пізнання» може бути віднесений до усіх процесів, посередництвом яких сенсорне сприйняття трансформується, зменшується, вдосконалюється, зберігається, відтворюється і використовується. Він має відношення до цих процесів навіть тоді, коли вони діють за відсутності відповідного стимулювання, наприклад у зображеннях, галюцинаціях… З того, що пізнанню дається таке широке визначення, безсумнівно слідує, що воно має місце в усіх припустимих діяльностях, які виконує людина; що кожне психологічне явище є когнітивним явищем. Проте, когнітивна психологія відноситься до будь-якої людської діяльності на відміну від якихось її частин, це відношення існує з певної точки зору. Інші погляди є однаково легітимними й необхідними. Динамічна психологія, що починається скоріше з мотиву ніж із сенсорного сприйняття, має до цього відношення. Замість того, щоб питати, як дії й досвід людини залежать від того, що вона побачила, запам'ятала чи у що повірила, ті, хто вивчає динамічну психологію, питають, як вони випливають з цілей суб'єкта, його потреб чи інстинктів.

## Ключові моменти
Когнітивна психологія радикально відрізняється від попередніх психологічних підходів двома ключовими моментами.
- Вона припускає використання наукового методу і загалом відмовляється від самоспостереження як чинного методу дослідження, на відміну від феноменологічних методів, як, наприклад фрейдистська психологія.
- Вона недвозначно визнає існування внутрішніх психічних станів (як, наприклад переконання, бажання і мотивація) на відміну від біхевіористської психології.

Філософський напрямок, що випливає з цього підходу, відомий як когнітивізм. Когнітивна психологія є одним із недавніх доповнень до психологічних досліджень, що розвинулась як окрема галузь у рамках цієї дисципліни тільки наприкінці 1950-х і на початку 1960-х років (хоча існують приклади когнітивного мислення у більш ранніх дослідників). Когнітивний підхід став відомим завдяки книзі Дональда Броадбента «Сприйняття і процес передачі інформації» у 1958 році. З того часу панівним зразком у цій галузі була пізнавальна модель обробки інформації, яку висунув Броадбент. Мозок — це спосіб мислення і аргументації психічних процесів, що розглядає їх як програмне забезпечення, встановлене у комп'ютері. Теорії зазвичай належать до форм вхідних даних, твердження, розрахунку чи обробки даних і виведення даних. Застосована до мови як репрезентаційної системи первинного психічного знання когнітивна психологія використала деревоподібну і сіткоподібну психічні моделі. Її єдиний внесок до штучного інтелекту і психології загалом є поняття семантичної мережі. Один з перших спеціалістів з когнітивної психології, Джордж Міллер, відомий тим, що присвятив свою кар'єру розвитку WordNet, семантичної мережі для англійської мови. Розвиток почався у 1985 і є зараз основою для багатьох онтологій машин.
Такий спосіб зароджування психічних процесів здебільшого охоплював психологію протягом останніх декількох десятиріч, і зараз рідкісним є використання когнітивної теорії в соціальній психології, психології особистості, патопсихології й психології розвитку; використання когнітивних теорій у порівняльній психології сприяло численним дослідженням з пізнавальної здатності тварин.
Підхід розробки інформації у когнітивній діяльності останнім часом ставиться під сумнів новими підходами у психології, як, наприклад динамічні системи й перспектива об'єднання.
Завдяки використанню комп'ютерних метафор і термінології когнітивна психологія спромоглася отримати чималу користь від розквіту досліджень в області штучного інтелекту й інших галузях, що мають до цього відношення у 1960-х і 1970-х роках. Насправді вона розвинулася як один зі значних аспектів міждисциплінарної теми когнітивної науки, що намагається інтегрувати низку підходів у дослідженні мозку і психічних процесів.
Критика когнітивної психології пов'язана, перш за все, з тим, що проведені в ній дослідження ототожнюють мозок людини з машиною, істотно спрощуючи тим самим складний, багатогранний внутрішній світ людини, розглядаючи його як щодо спрощені схеми і моделі.